# Femme oisive (Rotta)
Donna oziosa, ou Femme oisive, est un tableau de l'artiste Antonio Rotta, réalisé en 1850, est une peinture à l'huile sur toile de 53 × 43 cm présente dans la collection permanente du musée Palazzo Attems Petzenstein à Gorizia, et est considérée comme patrimoine culturel du Frioul-Vénétie Julienne.

## Histoire
Le tableau Femme oisive rappelle celui d'un sujet similaire intitulé Méditation conservé à Trieste au Musée Civique Revoltella. La toile du musée Gorizia dépasse iconographiquement la peinture de genre et doit être comprise comme un exercice sur les exemples de Schiavoni, probablement créé vers le milieu du XIXe siècle ou peu après la fin de ses études universitaires vénitiennes.

## Description
Le tableau est un élégant portrait en buste d'une jeune femme, la tête appuyée sur sa main droite dans une attitude de méditation mélancolique. Ses cheveux blonds sont attachés et agrémentés d'une coiffure élaborée avec un ruban de velours bleu et une rose blanche. La femme porte un collier de perles sur la tête, porte une robe blanche légère, presque transparente, laisse son épaule découverte et son sein gauche abondamment découvert.